# 孙轶 (1958年)
孙轶（1958年12月—），男，汉族，辽宁凌源人。中华人民共和国政治人物，中国共产党党员，曾任辽宁省人大常委会副主任。

## 生平
2018年1月31日，当选为辽宁省人大常委会副主任。
2018年2月24日，当选为第十三届全国人大代表。
2022年1月23日，不再担任辽宁省人大常委会副主任。